# 内山久男
内山 久男（うちやま ひさお）は、日本の自動車技術者、自動車実業家。第4代スズキ株式会社取締役会長を務めた。

## 人物・経歴
1954年静岡大学工学部卒業、鈴木式織機（のちのスズキ）入社。草創期のスズキで自動車技術者として活躍し、1993年から1998年まで第4代取締役会長を務めた。